# مهدي زرقان
مهدي زرقان (بالفرنسية: Mehdi Zerkane) (مواليد 15 يوليو 1999) هو لاعب كرة قدم فرنسي من أصل جزائري يلعب في مركز خط الوسط في نادي جيروندان بوردو.

## روابط خارجية
- مهدي زرقان على موقع الاتحاد الأوربي (الإنجليزية)
- مهدي زرقان على موقع رابطة كرة القدم الفرنسية للمحترفين (الإنجليزية)
- مهدي زرقان على موقع إي إس بي إن إف سي (الإنجليزية)
- مهدي زرقان على موقع قاعدة بيانات كرة القدم.إي يو (الإنجليزية)
- مهدي زرقان على موقع ليكيب (الفرنسية)
- مهدي زرقان على موقع ناشيونال فوتبول تيمز (الإنجليزية)
- مهدي زرقان على موقع Soccerway.com (الإنجليزية)
- مهدي زرقان على موقع عالم كرة القدم.نت (الإنجليزية)